# Nordsvensk brukshäst
Den nordsvenska brukshästen är en hästras som utvecklats i Sverige ur gamla skandinaviska arbetshästar som utvecklades ur den primitiva skogshästen. Nordsvensken är idag populär som ridhäst, körhäst och även fortfarande inom jordbruk eller skogsbruk.

## Historik
Nordsvensken som är en kallblodshäst går tillbaka till de gamla skandinaviska lantraserna och är nära släkt med norska dölehästen. Dessa lanthästar härstammade ifrån den primitiva skogshästen, precis som de flesta europeiska kallblodshästar. Fram till slutet av 1800-talet var de nordsvenska hästarna en blandning av flera importerade raser, även fullblodshästar men sedan även tyngre raser. Men den nordsvenska hästen var ändå nära att försvinna eftersom hästen var alldeles för lätt för jordbruk. Mer inblandning av tyngre kallblodshästar skulle hjälpa men avelsarbetet tog tid och på flera veterinärers inrådan startades avelsföreningar för rasen så att den inte skulle försvinna. Föreningarna arbetade för att bygga upp en ny inhemsk ras med de nordsvenska hästarna som fanns kvar och förbättra dem med Dölehästar. Från och med år 1890 tilläts endast korsningar med Dölehästar. 

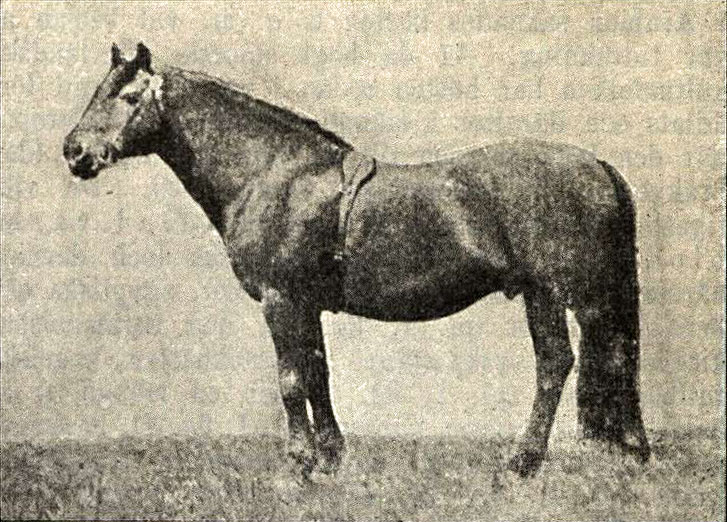
Den nordsvenska hästen utvecklades ur gamla svenska lanthästar som jordbrukshästar och var förut något större än dagens nordsvenskar.

Renavelsarbetet påbörjades vid 1900-talets början och i 1900 års premieringsreglemente återfinns för första gången rasbeteckningen "Nordsvenska hästen". Genom noggrant avelsarbete främst på hingstuppfödningsanstalten Wången i Jämtland som grundades 1903 utvecklades nordsvensken till en kompakt, mycket aktiv häst med anmärkningsvärd dragförmåga. Uppfödningen av nordsvenskar på Wången upphörde 1996.
1923 hölls ett stort lantbruksmöte i Göteborg och lokala uppfödare hade visat upp sina nordsvenska hästar, men alla hästarna hade så olika karaktärer och utseenden och inget alls gemensamt. Nu började man planera för en riksomfattande avelsförening för den nordsvenska hästen som skulle ordna upp aveln och göra den mer effektiv, samt att hästen skulle få en riktig standard. Man samlade uppfödare och hästägare från hela landet i Östersund i augusti 1923 och ett fyrtiotal intresserade dök upp på mötet. Föreningen Nordsvenska Hästen bildades och en stambok startades.

## Svensk kallblodig travhäst

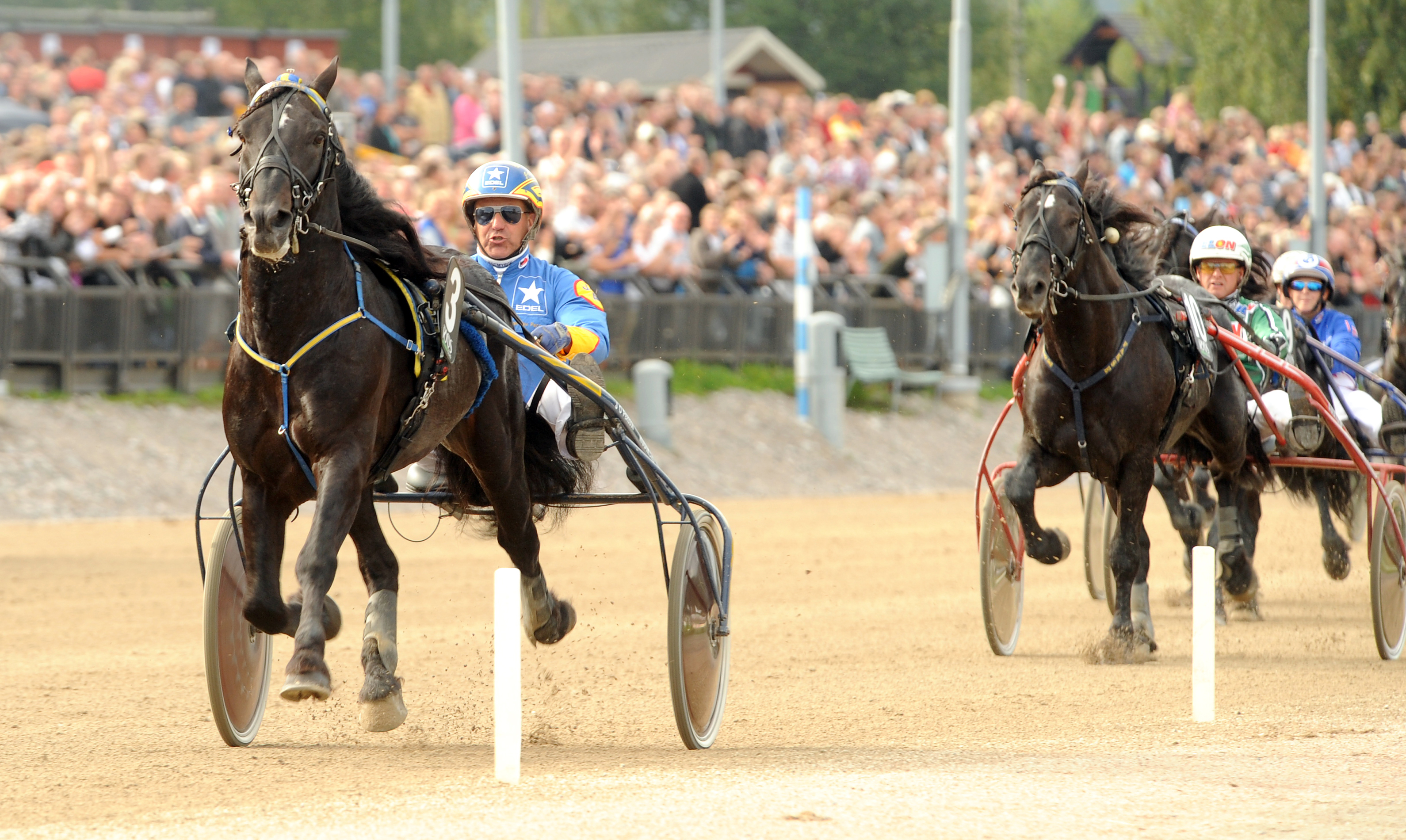
Järvsöfaks är kanske den mest kända svenska kallblodiga travhästen genom tiderna. Totalt gjorde han 234 starter och han sprang in 21 288 570 kronor.

1964 delades Nordsvensken i två olika raser, en tyngre bruksvariant, som heter nordsvensk brukshäst, och den lättare travhästen, som heter kallblodstravare. Den senare var en lättare typ av häst med större steg och en snabb trav, vilket gjorde den väl lämpad för travbanorna. Travsport för kallblodstravare fanns i Sverige långt innan nordsvensken delades upp i två raser.
Idag kallas den nordsvenska travaren för svensk kallblodig travhäst eller kallblodig travare och även den norska dölehästen och finska kallblodstravare ingår i det begreppet. Många gånger är dessa olika hästar avlade med varandra och är ganska uppblandade, vilket är anledningen till att travhästarna inte längre kallas nordsvenska travare. De svenska, finska och norska kallblodiga travarna är de enda kallblodstravarna i världen.

## Egenskaper

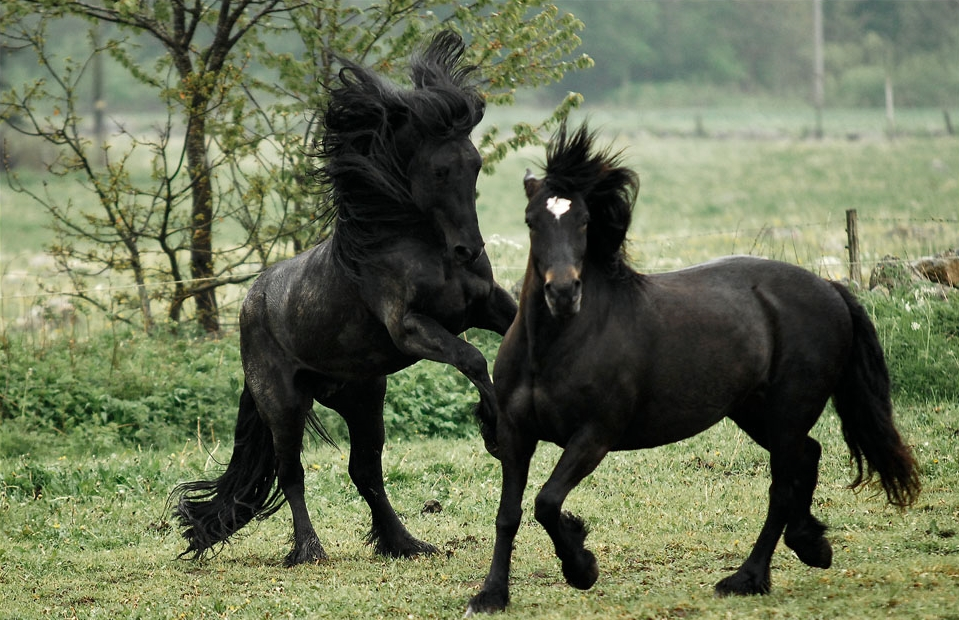
Den nordsvenska hästen är en mycket lätt kallblodshäst som är rörligare och piggare än många andra kallblodsraser, men de är fortfarande lätthanterliga och populära som kraftiga ridhästar

Den nordsvenska brukshästen är en mycket god allroundhäst som kan användas för all slags körning, som ridhäst för hoppning, dressyr, fälttävlan och westernridning. För turridning och uteritter tar den sig fram överallt och är stark nog att ta de allra tyngsta ryttarna. Genom denna stora bredd i kombination med ett gott temperament är den lämplig både som ridskolehäst och till handikappridning. Dessutom är den ovanligt långlivad och anses näst intill vara immun mot flera vanliga hästsjukdomar.
Eftersom Nordsvensken avlades fram för skogs- och jordbruksarbete och än idag används inom dessa områden har bruksprov för Nordsvensken utarbetats. Bruksprovet består bland annat av timmerkörning i terräng, mätning av dragförmågan med en ergometer. I vuxen ålder kan hästarna testas på nytt då de får dra specialdesignade fordon och hovarna och benen röntgas.